# Anna Erra
Anna Erra Solà (Vic, 7 de octubre de 1965) es una maestra y política española, alcaldesa de su localidad natal desde el 13 de junio de 2015, hasta el 17 de junio de 2023. Desde junio de 2018 es también diputada del Parlamento de Cataluña por Junts per Catalunya y entre 2023 y 2024 ocupó el cargo de Presidenta del Parlamento.

## Biografía
Licenciada en Geografía e Historia por la Universidad de Barcelona y diplomada en Magisterio por la Universidad de Vic.

### Trayectoria
Ha sido concejal de Educación, Cultura, Comercio y Turismo, además de presidir el área Social del Ayuntamiento de Vic desde 2007 hasta 2011. Tras las elecciones municipales de 2015 fue elegida alcaldesa de Vic gracias a un pacto de gobierno CiU-PSC, convirtiéndose en la primera alcaldesa de la ciudad y en el primer cargo de CDC en la ciudad de Vic. También es presidenta del patronato de la Fundación Universitaria Balmes (FUB), titular de la Universidad de Vic – Universidad Central de Cataluña. En 2017 fue incluida en las listas de Junts per Catalunya por la circunscripción de Barcelona en las Elecciones al Parlamento de Cataluña de 2017, pero no salió elegida. Posteriormente, el 19 de junio de 2018, Erra tomó posesión como diputada, después de que Isabel Ferrer renunciara al escaño, al ser esta última nombrada directora general de Protección Civil.

## Polémicas
En 2019 fue investigada por las proclamas secesionistas desde los megáfonos instalados en el ayuntamiento de Vic e imputada por los delitos de prevaricación y malversación.
Preconizadora de la promoción del catalán, en febrero de 2020 pidió en relación con la campaña No em canviïs de llengua (No me cambies de lengua) en sede parlamentaria a los «catalanes autóctonos» que no hablaran en castellano a gente que «por su acento o su aspecto físico» no pareciera «catalana». Los partidos de la oposición calificaron de «racistas y supremacistas» sus palabras, y horas después pidió disculpas.